# Mavado

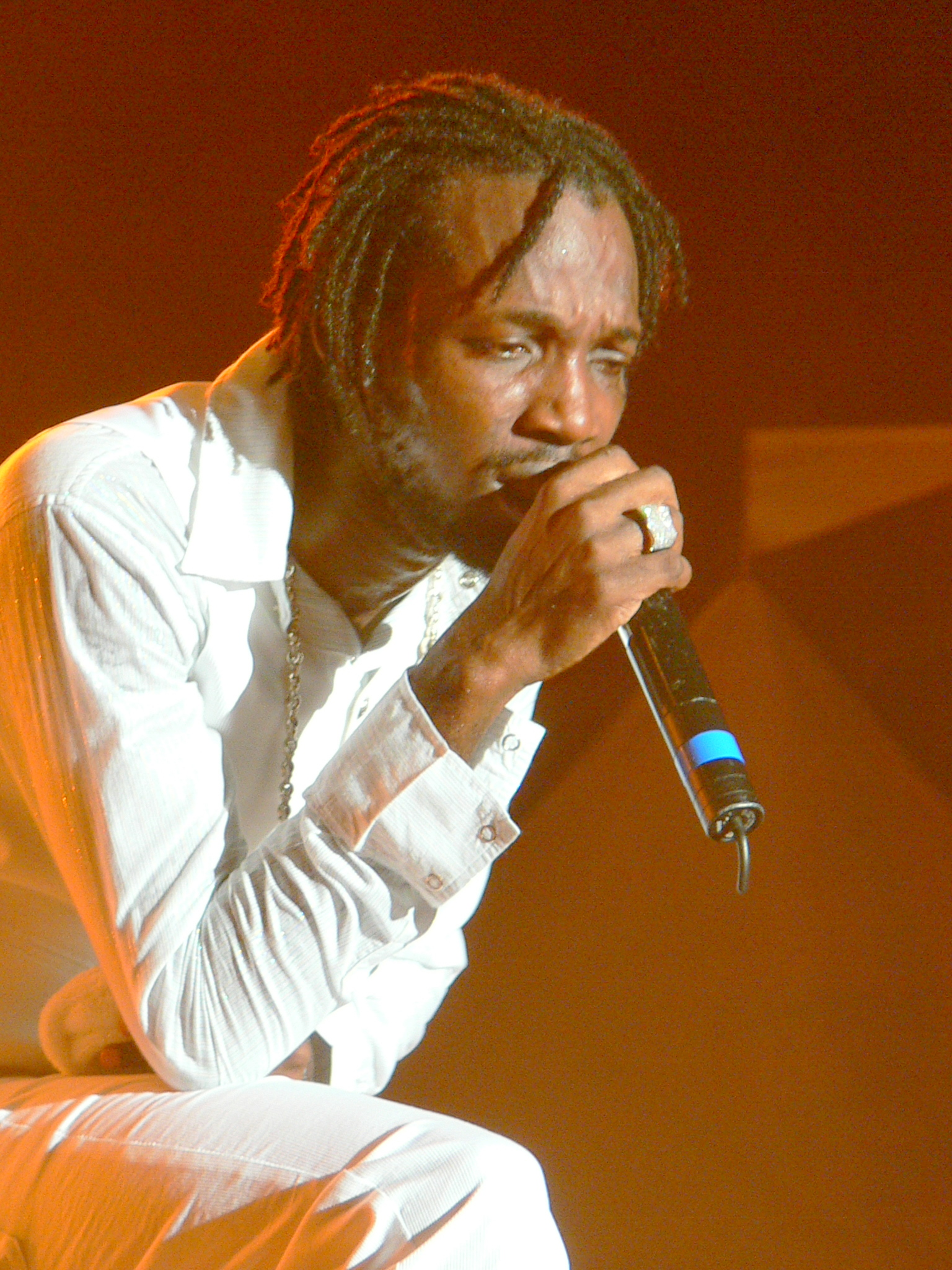
Mavado (2008)

Mavado (bürgerlich David Constantine Brooks; * 30. November 1981 in Kingston, Jamaika) ist ein jamaikanischer Dancehall-Künstler.

## Leben
Aufgewachsen ist Mavado in einem Gebiet, das „Cassava Piece“, das auch „Gullyside“ heißt, ein kleines Ghetto im Herzen von Kingston in Jamaika. Da das Leben dort gefährlich war, war Mavado bereits in seiner Jugend vielen Schwierigkeiten ausgesetzt. Es gab zwei Haupteinflüsse in seinem Leben, die ihn dazu brachten, eine Karriere im Musikgeschäft zu verfolgen. Seine Großmutter, die ihn großzog, nahm ihn jeden Sonntag mit in die Kirche und half somit, seine Leidenschaft für die Musik zu wecken. Bounty Killer war der zweite große Einfluss für Mavado, der zugleich sein Vorbild und Label-Kollege ist.
Seine Debütsingle „Real McKoy“ machte ihn 2004 über Nacht zu einer Sensation in der jamaikanischen Dancehall-Szene und war der Grundstein für seinen zukünftigen Erfolg.
Mavado ist neben Busy Signal einer der bekanntesten Künstler, in der von Bounty Killer gegründeten „Alliance“, einer Gruppe von Dancehall-Künstlern.

## Diskographie
- Gangsta for Life: The Symphony of David Brooks (2007)
- Mr. Brooks...A Better Tomorrow (2009)